# Археоцератопс
Археоцератопс (лат. Archaeoceratops) — род птицетазовых динозавров, принадлежавший к группе Neoceratopsia. Жили в меловом периоде около 125—112 млн лет назад на территории нынешнего Китая. Включает в себя два вида.

## Виды
- Archaeoceratops oshimai был описан в 1997 году. Голотип IVPP V.11114 состоит из частичного скелета и черепа. Предполагается, что данный динозавр был небольшого размера, по сравнению с другими видами семейства протоцератопсид[2].

- Archaeoceratops yujingziensis — типовой вид, описанный в 2010 году. Голотип CAGS-IG-VD-003 был найден в бассейне реки Yujingzi, провинции Ганьсу. Находка относится к аптскому ярусу. Основан на останках частичного черепа, лопатки, кости бедра и нескольких костей стопы. Он отличается от типового вида в строении верхней челюсти и зубов[3].